# 송원여자상업고등학교
송원여자상업고등학교(松源女子商業高等學校)는 대한민국 광주광역시 남구 송하동에 있는 사립 고등학교이다.

## 학교 연혁
- 1974년 12월 20일 : 신의여자실업고등학교 설립인가 4학급(공예과 1, 전자과 2, 상업과 1)
- 1975년 1월 15일 : 제1대 교장 김순실 선생 취임
- 1975년 3월 15일 : 개교 및 입학식
- 1978년 5월 1일 : 학칙변경인가 주간 7학급(상업과 4, 전자과 3), 야간신설 3학급(상업과 3)
- 1980년 5월 1일 : 송원여자실업고등학교로 교명 변경(학교법인 송원학원)
- 1981년 4월 10일 : 송원여자상업고등학교로 교명 변경(주간 8학급, 야간 7학급)
- 2001년 3월 1일 : 송원여자정보고등학교로 교명 변경(학교법인 송원학원)
- 2006년 9월 1일 : 송원여자상업고등학교로 교명 변경(학교법인 송원학원)
- 2023년 3월 2일 : 학칙변경인가(스마트경영과 1학급, 메디컬복지과 1학급, 스킨테라피과 2학급, 영상미디어과 2학급)
- 2023년 7월 27일 : 제2대 경영학 박사 고경주 이사장 취임
- 2023년 9월 1일 : 제16대 교장 오준환 선생 취임

## 설치 학과
- 영상미디어과
- 스킨테라피과
- 메디컬복지과
- 스마트경영과

## 참고 자료
- 송원여자상업고등학교 - 한국교육학술정보원 학교알리미